# آتشفشان ماشکوفتسف
آتشفشان ماشکوفتسف (انگلیسی: Mashkovtsev) یک کوه آتشفشانی در شبه‌جزیره کامچاتکای کشور روسیه است.